# Erasmus Reinhold
Erasmus Reinhold (Tudi Rheinhold in Reinholt, latinsko Erasmus Reinholdus), nemški astronom in matematik, * 22. oktober 1511, Saalfeld, Turinško (Turingija), † 19. februar 1553, Wittenberg, Saška.
Reinhold velja za najvplivnejšega poučevalca astronomije v svoji generaciji.

## Življenje in delo
Reinhold je študiral na Univerzi v Wittenbergu pri Jakobu Milichu. Tu je kasneje postal profesor astronomije. Izbrali so ga tudi za dekana in rektorja. Leta 1536 ga je Melanchthon izbral za profesorja višje matematike. Za razliko od omejene sodobne definicije je tedanja »matematika« vključevala tudi uporabmo matematiko, še posebej astronomijo.
Reinhold je bil Retijev učitelj. Retij je leta 1536 na Melanchthonovo pobudo v Wittenbergu postal profesor astronomije in (nižje) matematike.
Reinhold je bil velik pristaš Kopernikove teorije. Katalogiziral je več zvezd. Izdal je tolmača (1542, 1553) Peurbachove Nove teorije planetov (Theoricae novae planetarum).
Leta 1551 je pod vplivom Kopernikovih astronomsko-matematičnih izboljšav izdal astronomske tabele Prutenske (Pruske) tabele (Prutenicae tabulae coelestium motuum), ki so jih uporabljali v 16. in 17. stoletju. Kasneje so pomagale tudi pri uvedbi gregorijanskega koledarja leta 1582. Vojvoda Albert Brandenburški-Pruski je denarno podprl njihovo tiskanje.
Njegovo delo Astronomske domneve (Hypotheses astronomicae) so izšle pod avtorstvom njegovega učenca in naslednika Casparja Peucerja.

## Priznanja

### Poimenovanja
Po njem se imenuje udarni krater Reinhold na Luni jugovzhodno od kraterja Kopernik v Morju otokov.